# Pseudoselago peninsulae
Pseudoselago peninsulae är en flenörtsväxtart som beskrevs av O.M. Hilliard. Pseudoselago peninsulae ingår i släktet Pseudoselago och familjen flenörtsväxter. Inga underarter finns listade i Catalogue of Life.